# Heavier Than Heaven
Heavier Than Heavenは、チャールズ・R・クロスにより執筆された、ロックバンド、ニルヴァーナのフロントマンである カート・コバーンの伝記書籍。2001年発表。

## 概要
この著書の執筆にあたって著者のチャールズ・R・クロスは、「カート・コバーンの伝記書籍としては、決定版となるものをつくりたかった」という旨の発言をしている。本書執筆の為の取材としてクロスは、400回以上のインタビューを4年以上の期間に渡って行っている。
その取材中にクロスは、その執筆目的や能力を認められ、コートニー・ラブ （カート・コバーンの元妻であり、遺産相続人）から、生前カート・コバーンが記していた日記内容の閲覧、また著作内でのその使用を許された。さらに、カート・コバーンが生前残した数々の美術作品やコレクション、所有した楽器や洋服などが一括して保管された貸金庫に1人で入り、自由にそれらを閲覧する事も許可された。
だがそれとは対照的に、カート・コバーンの実の母親、またニルヴァーナの元バンド・メイトである デイヴ・グロールという重要な証言を持つであろう2人からは、取材の協力を得る事は出来なかった。
本書は発行当初、カート・コバーンが生前に残した日記の内容を初めて含んだ事で、高い注目を浴びた。本書の中でクロスは、カート・コバーンの日記の内容を彼の実際の発言や行動と照らし合わせるなどして、主に彼の人生の心の闇の部分にフォーカスを当て、カート・コバーンの実生活の物語や人間性の内部を掘り下げて描き出した。しかし、著書内にはクロスにより回想的に描かれた、ノンフィクション小説的な要素も見受けられる。特に自殺前後の経緯についての部分にこれを用いた点は、「ノンフィクション」であると題した書として寧ろ致命的な欠陥ではないかという批判がある。
本書出版の後にクロスは、本作では描ききれなかった主にカート・コバーンのクリエイティヴな面にフォーカスを当てた著作『Cobain Unseen』を発行している。

## 書誌情報
- 『HEAVIER THAN HEAVEN カート・コバーン・バイオグラフィー』ロッキングオン (2002年3月) ISBN 4860520033